# Віннсборо-Міллс (Південна Кароліна)
Віннсборо-Міллс (англ. Winnsboro Mills) — переписна місцевість (CDP) в США, в окрузі Ферфілд штату Південна Кароліна. Населення — 1632 особи (2020).

## Географія
Віннсборо-Міллс розташоване за координатами 34°21′22″ пн. ш. 81°4′15″ зх. д. / 34.35611° пн. ш. 81.07083° зх. д. (34.356124, -81.070960).  За даними Бюро перепису населення США в 2010 році переписна місцевість мала площу 6,82 км², уся площа — суходіл.

## Демографія
Згідно з переписом 2010 року, у переписній місцевості мешкало 1898 осіб у 726 домогосподарствах у складі 493 родин. Густота населення становила 278 осіб/км².  Було 882 помешкання (129/км²).
Расовий склад населення:
| - 57,9 % — чорних або афроамериканців - 34,0 % — білих - 0,9 % — азіатів - 0,4 % — корінних американців - 4,1 % — осіб інших рас |

До двох чи більше рас належало 2,7 %. Частка іспаномовних становила 6,6 % від усіх жителів.
За віковим діапазоном населення розподілялося таким чином: 27,1 % — особи молодші 18 років, 63,0 % — особи у віці 18—64 років, 9,9 % — особи у віці 65 років та старші. Медіана віку мешканця становила 35,1 року. На 100 осіб жіночої статі у переписній місцевості припадало 92,1 чоловіків;  на 100 жінок у віці від 18 років та старших — 88,2 чоловіків також старших 18 років.
Середній дохід на одне домашнє господарство  становив 25 958 доларів США (медіана — 22 500), а середній дохід на одну сім'ю — 27 294 долари (медіана — 25 746). За межею бідності перебувало 39,0 % осіб, у тому числі 51,1 % дітей у віці до 18 років та 52,0 % осіб у віці 65 років та старших.
Цивільне працевлаштоване населення становило 617 осіб. Основні галузі зайнятості: освіта, охорона здоров'я та соціальна допомога — 23,8 %, транспорт — 19,6 %, роздрібна торгівля — 18,6 %.